# Дерев'яне (Рівненський район)
Дерев'яне́ — село в Зорянській сільській громаді Рівненського району Рівненської області України. Населення становить 757 осіб.

## Історія
За 1 кілометер на захід від Застав'я простяглось довгою смугою село Дерев'яне, яке за даними 1993 року нараховувало 300 дворів,868 мешканців.
В акті 1445 року сказано: «ми великий князь Олександр дали єсмо єму (Чарторийському) село Алишов(Голишів) а к тому же Дерев'яное на Рудце». А три роки опісля знову запис: «село Деревное и Заставье князь Михаил Чарторыйський велит передать на удержание Клевани». Подібне утверджує акт 1577 року: «Дерев'яное» як власність княгині Іванової Чарторийської надається Клеванському замкові.
Карта 1769 року іменує село «Дерев'яна», а новіші карто матеріали- «Деревляне», «Деревяное», «Деревное».
За даними 1889 року «с. Деревяное при ручье, волости Клеванськой» мало 72 двори, 561 жителів. У Церкві Пресвятої Трійці зберігалися копії метричних книг з 1827 року. Село мало крамницю, круподерню, смолярню.
Назва Дерев'яное (колись ще — Деревное, Деревяное) з наголошеним кінцевим складом можна пов'язати з найменням особи Дерев'ян. Воно засвідчене з 1487 і сприймається як похідне з суфіксальним «ян» від первісного Дерев, що в свою чергу відає себе за укорочене ім'я від старовинних формувань типу Деревобор, Деревокрас, « міцьний борець, красень». Оскільки існують прізвища Деревний, дерев'яний, то й від них легко утворити Деревне., Дерев'яне для вираження такої ж приналежності поселення особі.
Менш ймовірний зв'язок назви Деревне (особливо Дерев'яне) з поняттям «поселення серед дерев», хоч подібне карбували літописці: «деревляни, бо осіли в лісах», тобто серед дерев. Попри Дерев'яне через Застав'я прямує до Стубли потік Ровець. Це колишня Рудка з «рудим» кольором води. Вона відливала ставки, один з яких іменують Мачулки, бо тут вимочували коноплі, льон, луб.
Дерев'яне має й інші мікрооб'єкти: Покута «дільниця в напрямку Олики, де ніби розмістили татар „спокутувати“ провину»; Кундерів куток де першим поселився Кундерій; Здихальна гора прикра для переїзду піщана висота; Поясівщина "рівне поле, оточене ярами, долинами; Скриня -поле з колишньою чотирьохгранною заглибиною, за формою скрині; Смолярня- ліс, де була смолярня; Замочок-орний ґрунт в околиці колишнього панського двора; Волоки-вузькі наділи землі ; Ціпакова лінія — частина лісу колишнього власника Ціпака; Рокитник — гай з чагарниковою рокитою; Митьонки — орний ґрунт колишнього лісника Митьонки ; Третякова долина — низинне поле, належне Третяку; Панська долина — низинне поле на панській маєтності; Застінки -невеликі наділи орних ґрунтів за господарськими забудовами; Кругляки — поле неподалік мохового болота з «круглих підвищень»; Підосичники — культинована земля на місті лісу з осикових дерев; Стублове — поле в околиці річки Стубли; Чорнолози — сінокіс із заростями чорної лози; Шия — звужений луг за формою шиї; Печинчин чагарник — луг з чагарником, де косив Печинча; Данилів яр; Опитний -куток неподалік дерево розсадника; Броди — дільниця в околиці болотяних бродів; Лисичині штани — ліс посередині якого є болітце, звідки двома смугами простягаються дерева, нагадуючи форму штанів; Мельницький рів- місце яке уникають бо тут грабували, вбивали; Зайздрюкова криниця — колодязь біля двора Зайздрюка.

## Населення

### Мова
Розподіл населення за рідною мовою за даними перепису 2001 року:
| Мова       | Кількість | Відсоток |
| ---------- | --------- | -------- |
| українська | 744       | 98.28%   |
| російська  | 13        | 1.72%    |
| Усього     | 757       | 100%     |

## Соціально-культурна сфера
Село Дерев'яне входить до складу Зорянської сільської ради.
На території села діє: будинок культури, публічно — шкільна бібліотека, один магазин від Зорянського споживчого товариства, один підприємницький магазин, ПСП «Мороз».

## Медицина
- Фельшерсько-акушерський пункт (ФАП)

## Релігія
- Церква Святої Живоначальної Трійці УПЦ МП
- Дім Молитви

Церква села
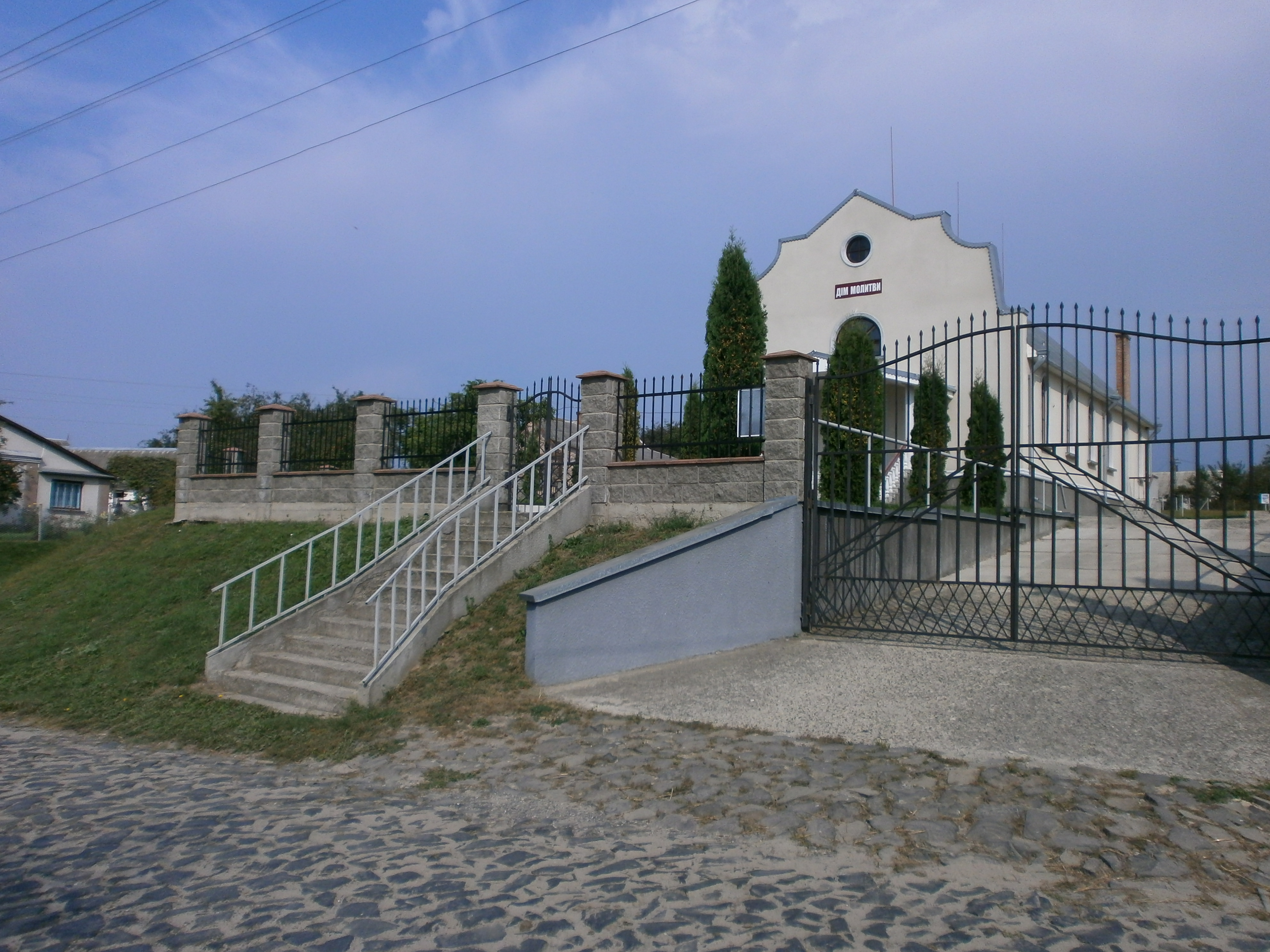
Дім молитви

## Відомі люди
- У селі народився вояк Армії УНР і хорунжий Армії генерала Андерса Лайко Андрій Павлович[3].
- У селі народився український мовознавець Шило Гаврило Федорович.
- Математик — Білецький Анатолій Іванович.

## Бібліотека
Бібліотека с. Дерев'яне входить в Рівненську районну централізовану систему публічно — шкільних бібліотек. Створена бібліотека в 1965 році і знаходиться в приміщені будинку культури. Фонд бібліотеки складає понад 7 000 примірників книг та 6 назв періодичних видань. Читачами бібліотеки є як діти, від дошкільнят до учнів 11 класів, так і дорослі.
Робота бібліотеки підпорядкована пропаганді матеріалів по реалізації державної політики в галузі економіки, культури і освіти, підвищенню культурного,загальноосвітнього, професійного рівня користувачів, розвитку навчального процесу, засвоєнню навчальних програм, відродженню національних традицій, збереженню історії свого краю. Бібліотека враховує читацькі запити при формуванні фонду, проводить масові заходи, особливу увагу приділяє роботі з молоддю та школярами.

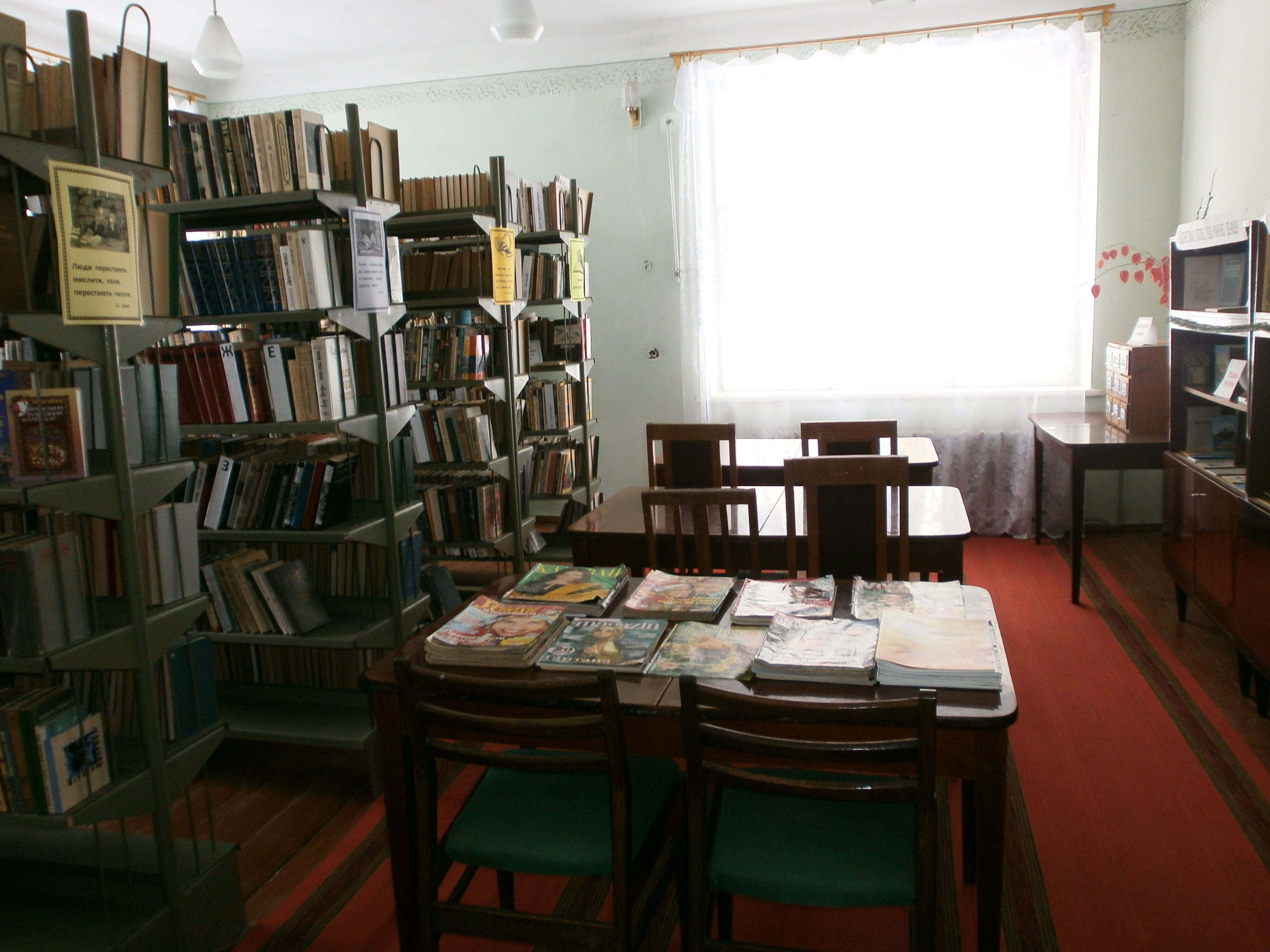
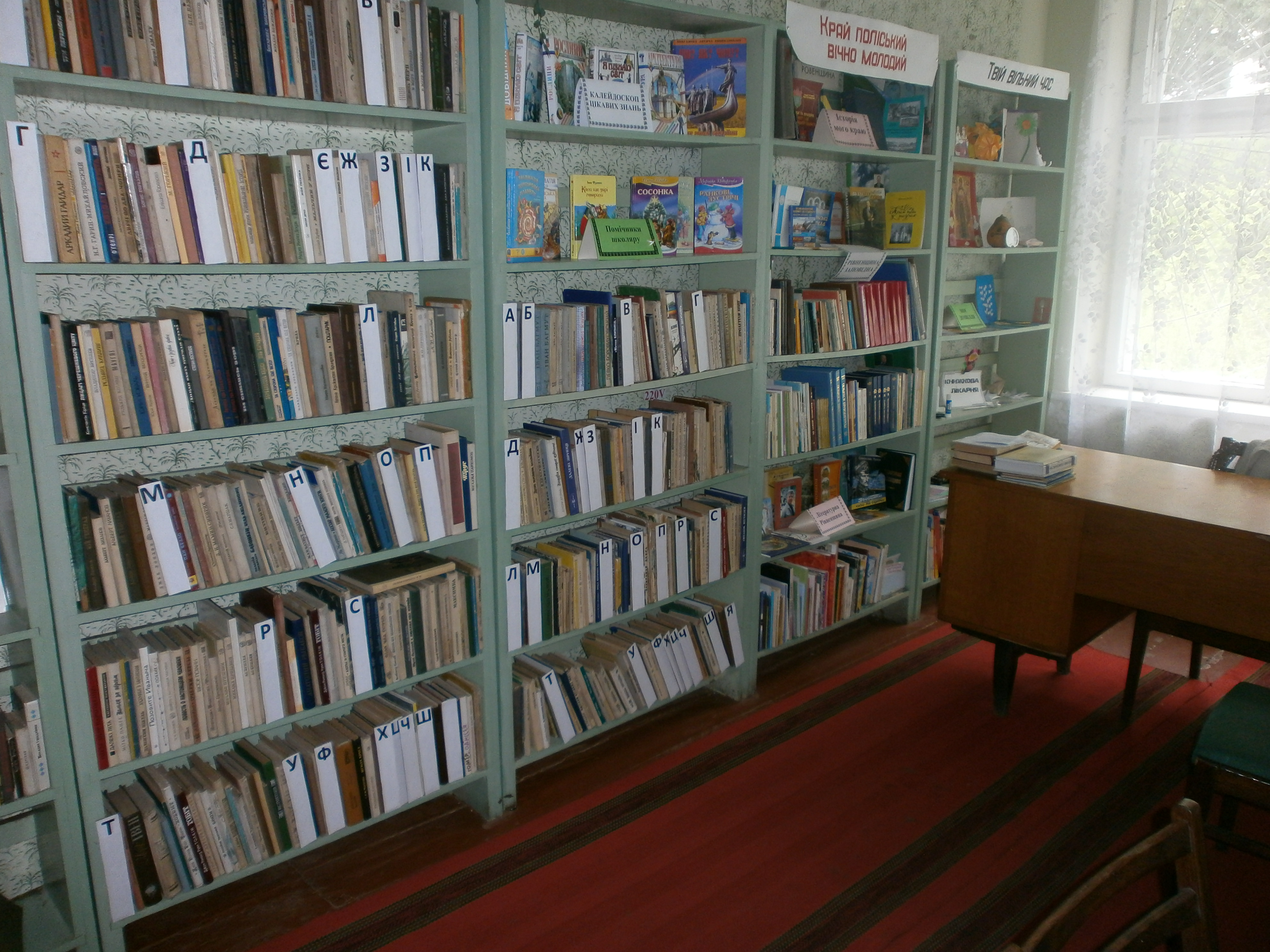
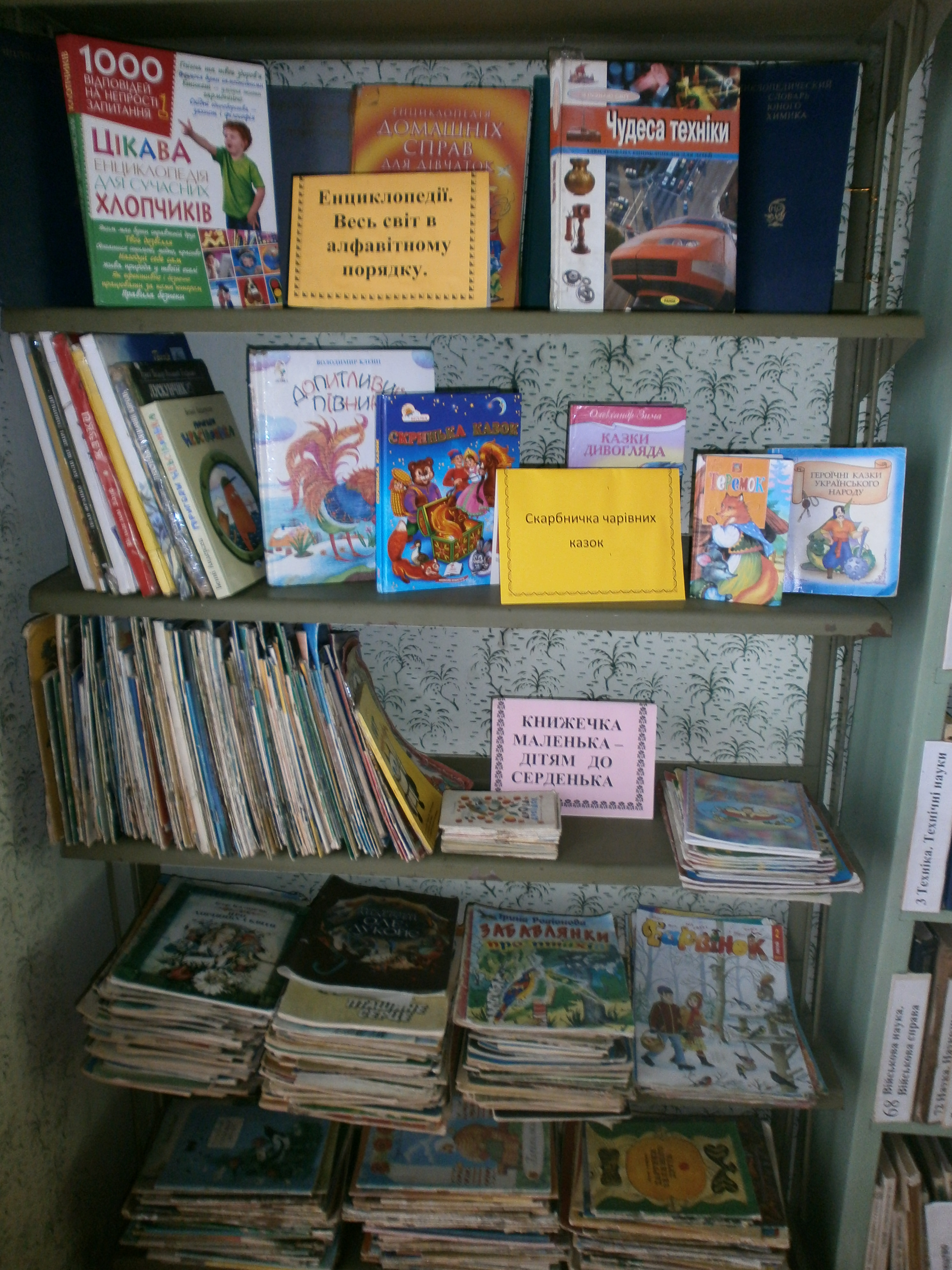
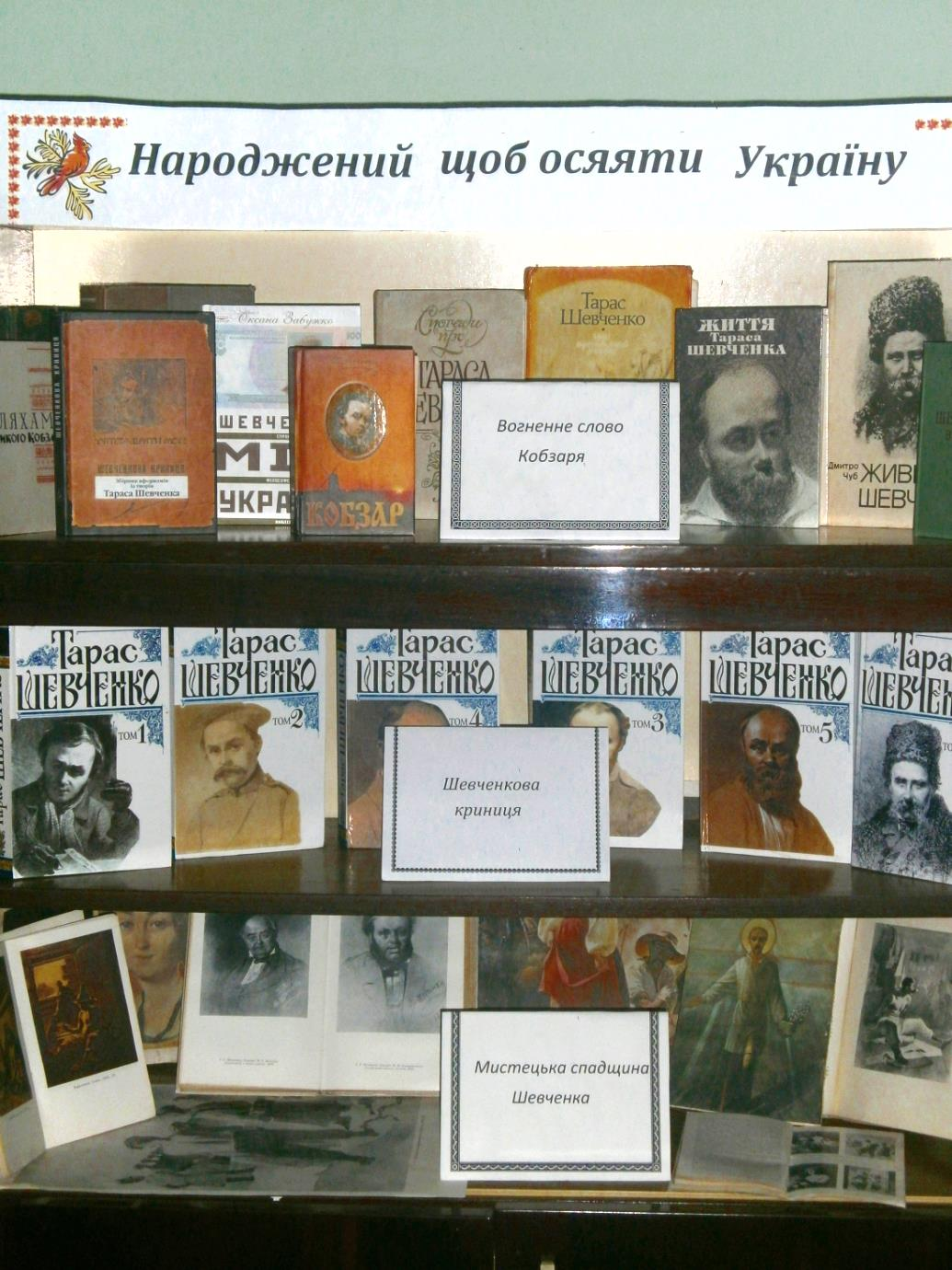

## Ветерани Німецько-радянської війни
Ківатицький Андрій Устинович

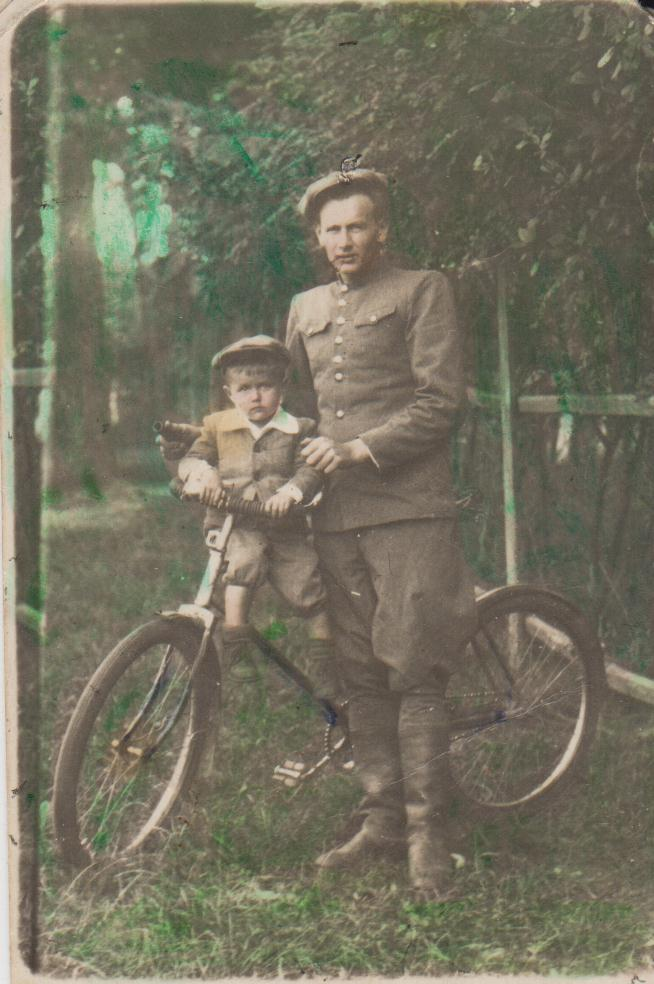
Ківатицький А. У.

Народився 1922 року в селі Нове Берьозовського району Брестської області, Білорусь. Потрапив в Україну на роботу на цегляний завод в село Новостав.Там він і одружився. Саме ця місцевість пов'язала його з партизанами, у лави яких він і вступив.
З 1943 по травень 1944 р. перебував у партизанському загоні ім. Чапаєва в з'єднані під командуванням Федорова-Кизи, у званні бійця.
За доблесть і мужність проявлені в боях Ківатицький А. У. нагороджений орденом Вітчизняної війни, орденом Слави першого і другого ступеня, отримав до 10 медалей.
Після закінчення війни повернувся до сім'ї в с. Дерев'яне де і помер в 1985 році.

Карчевський Павло Зіновійович

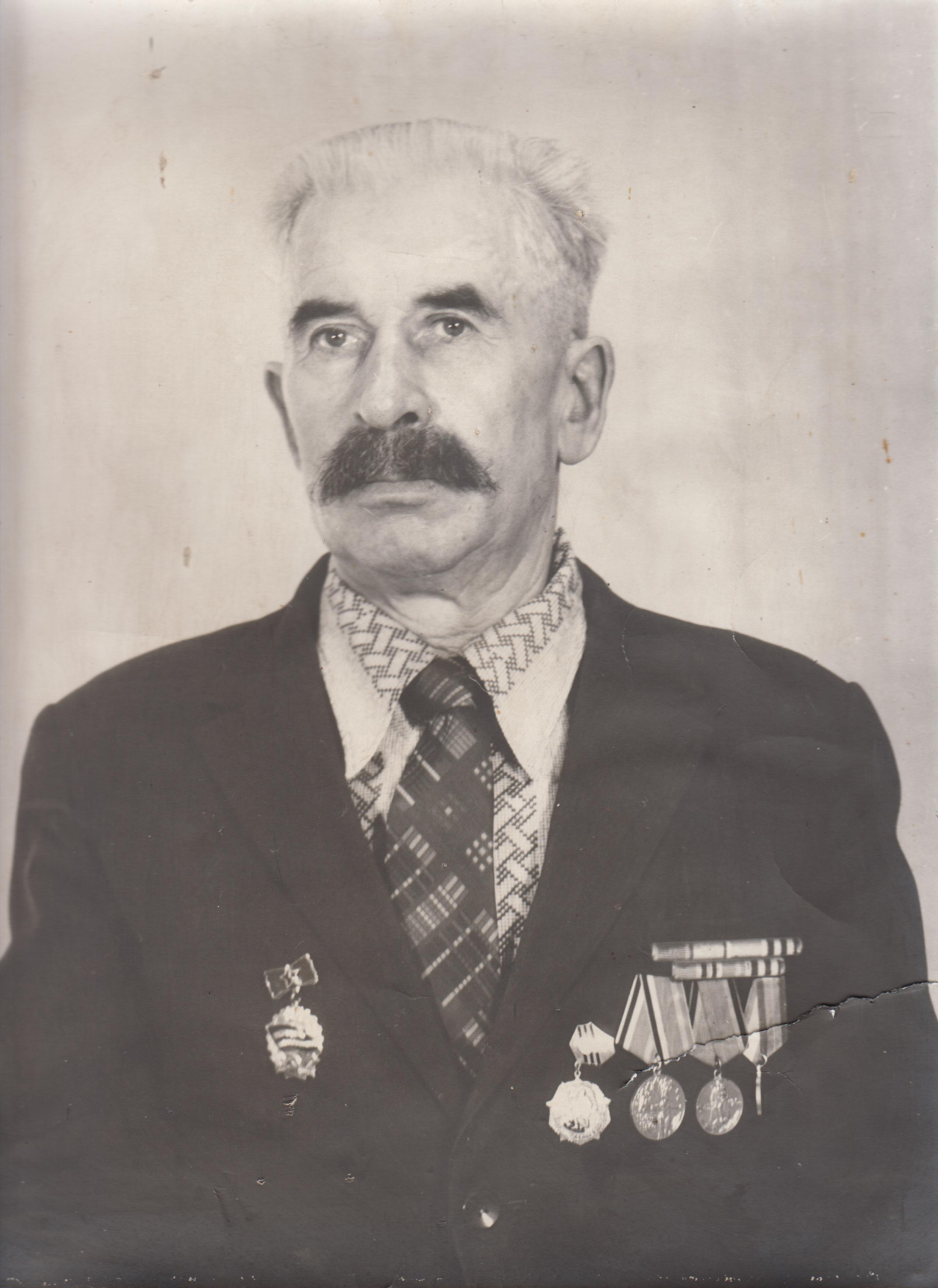
Карчевський П. З.

Народився 14 червня 1917 року в с. Ципцевичі Володимирецького району Рівненської області.
Воював на другому Білоруському фронті з 1944 року. Був зв'язковим.
Після війни відбудовував мости та допомагав саперам у розмінуванні визволених міст.
Повернувся у село Дерев'яне в 1947 році.
За бойові заслуги був нагороджений медалями та орденами: «За перемогу над Німеччиною у Великій вітчизняній війні», « За бойові заслуги», «За відвагу», орден Червоної Зірки, Орден Вітчизняної Війни.
Помер 23 березня 1993 року в селі Дерев'яне.

## Галерея

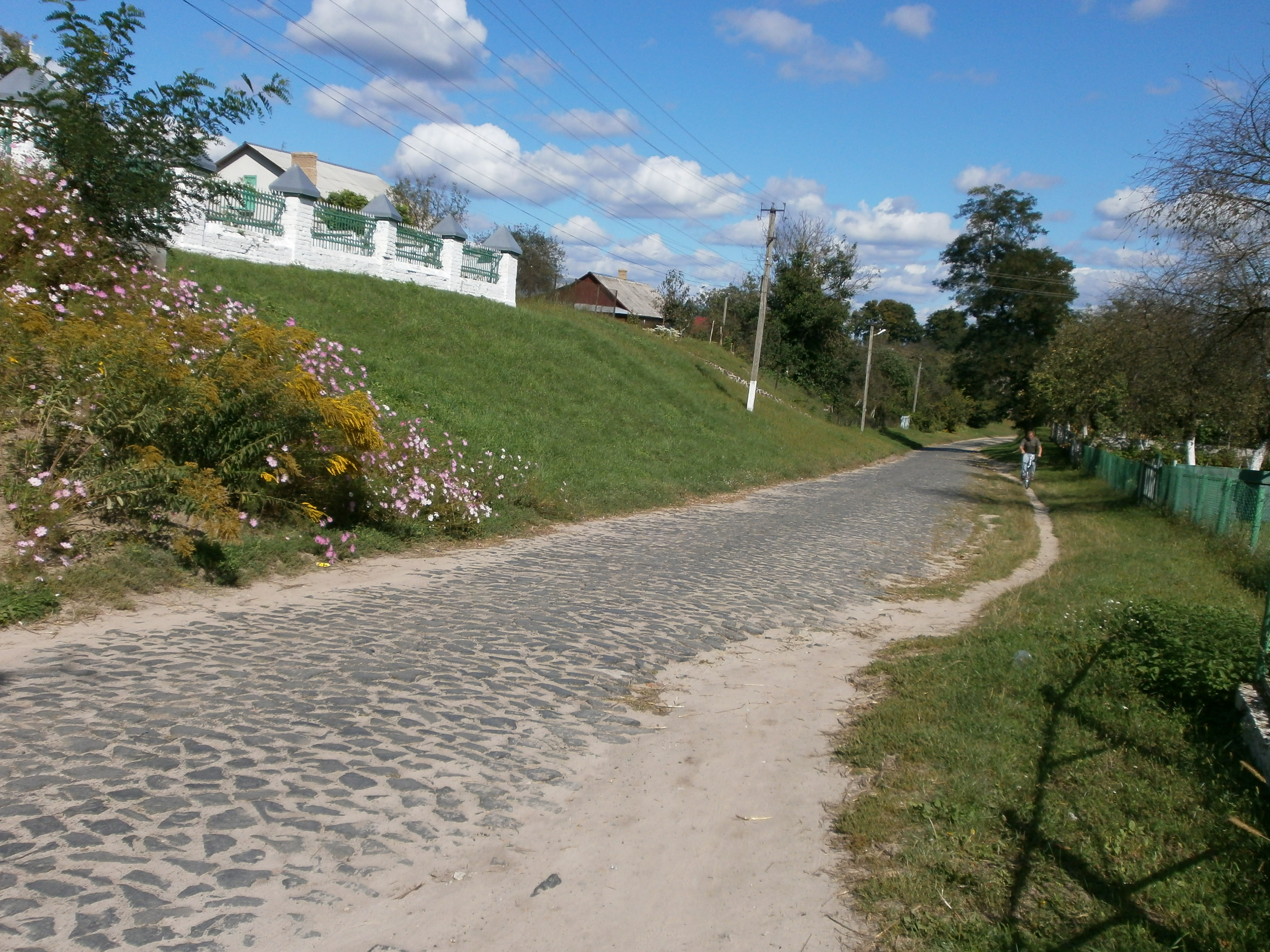
Головна вулиця
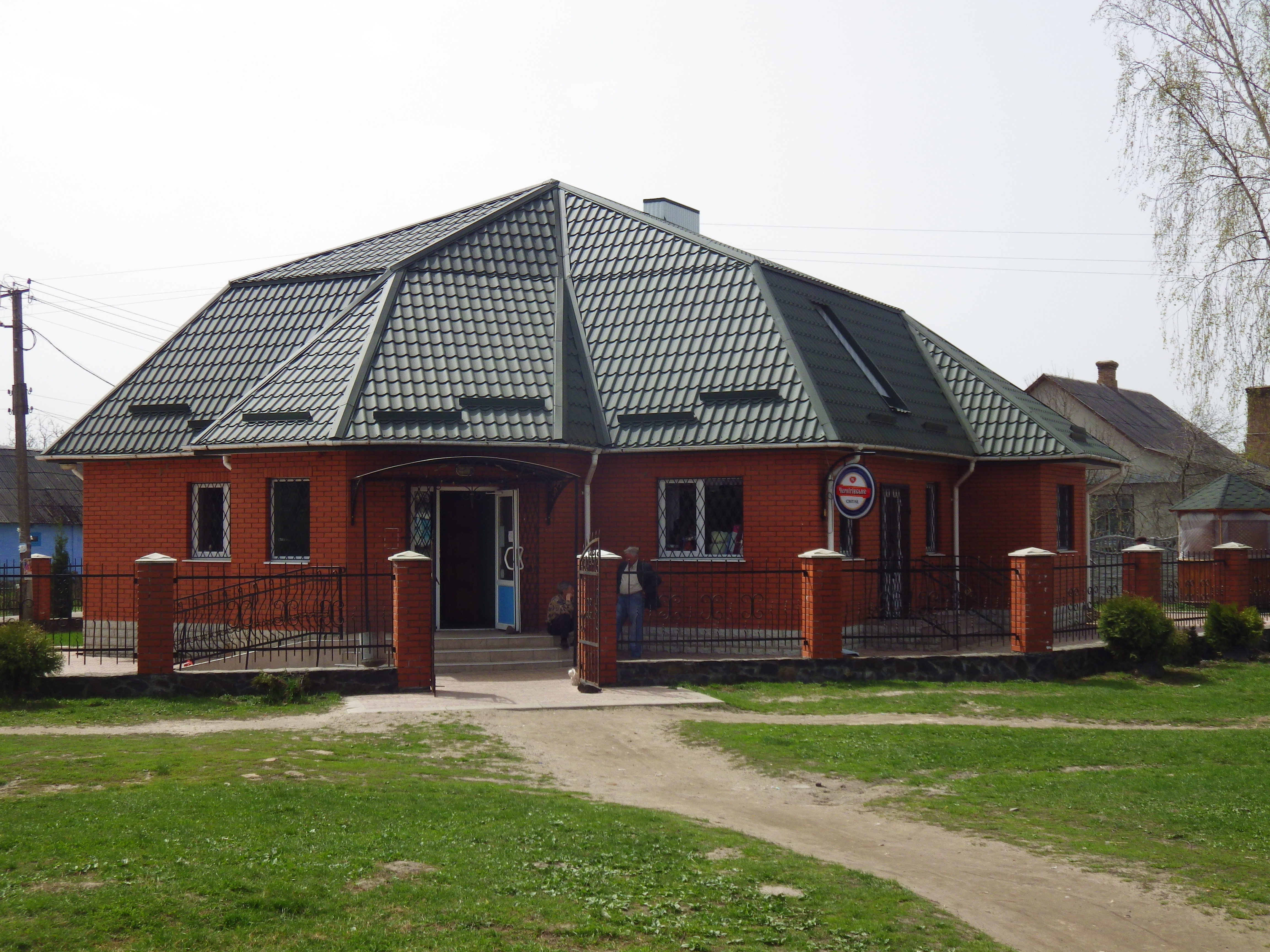
Магазин
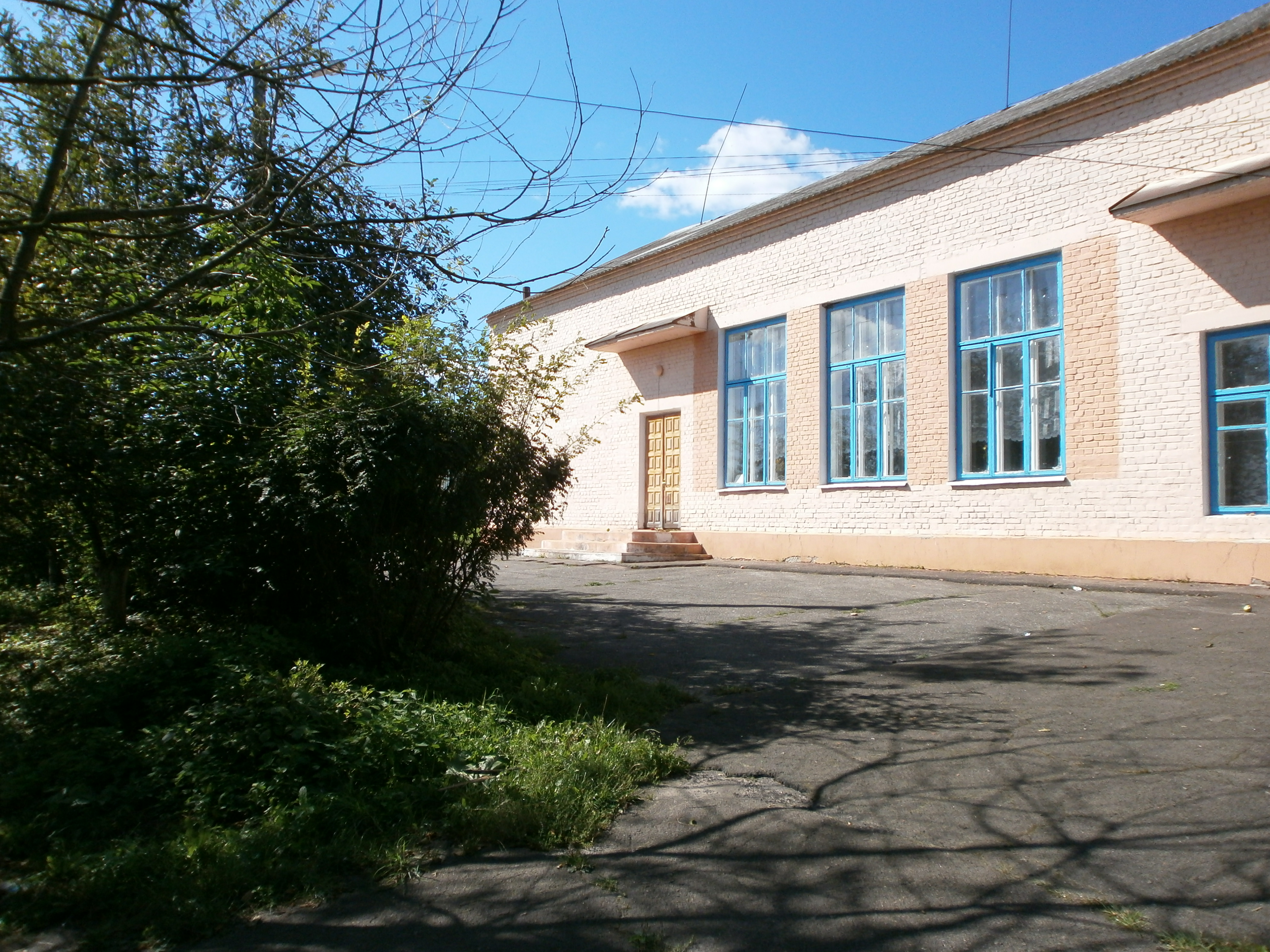
Будинок культури
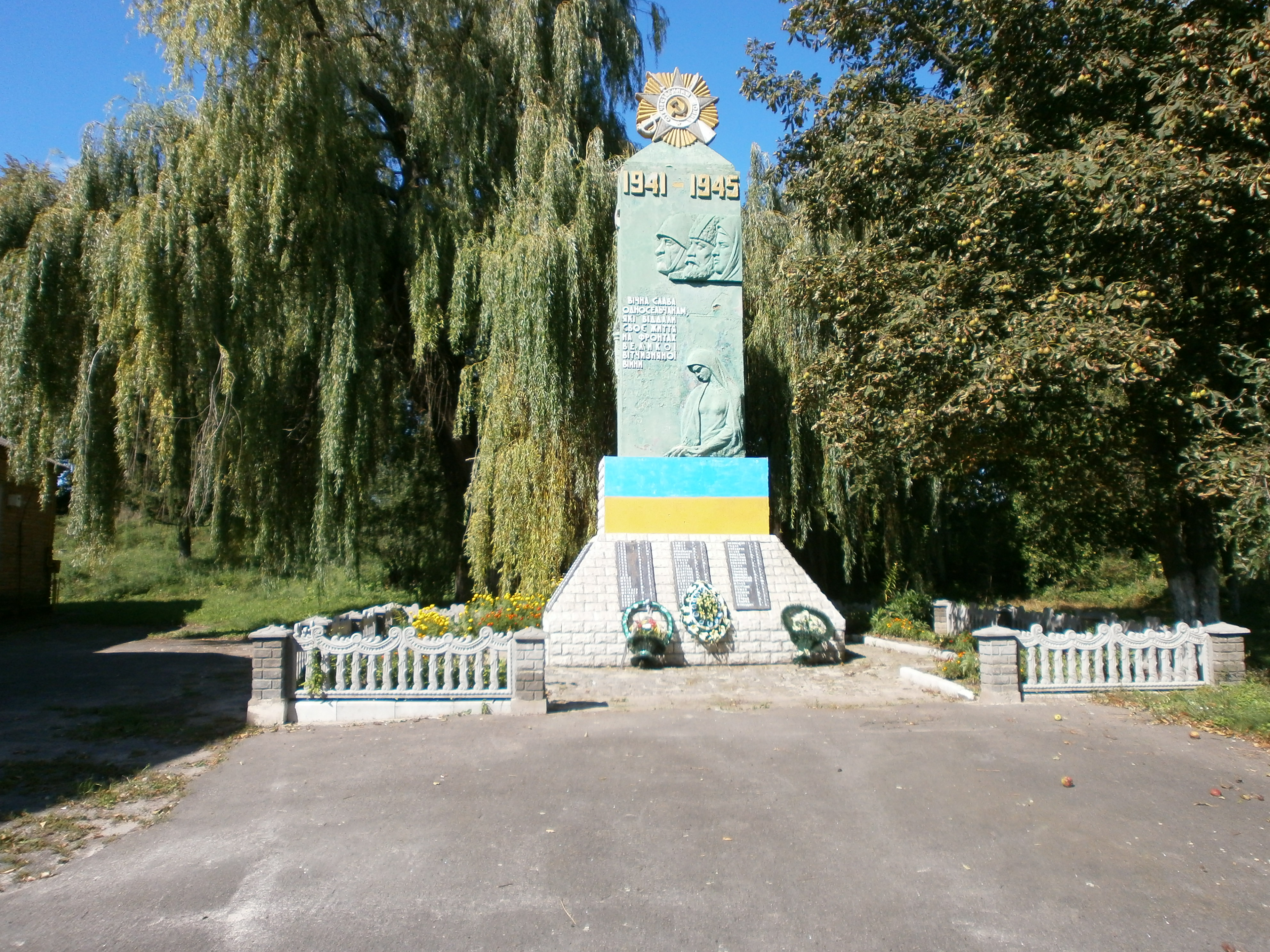
Пам'ятник загиблим у Великій Вітчизняній війні
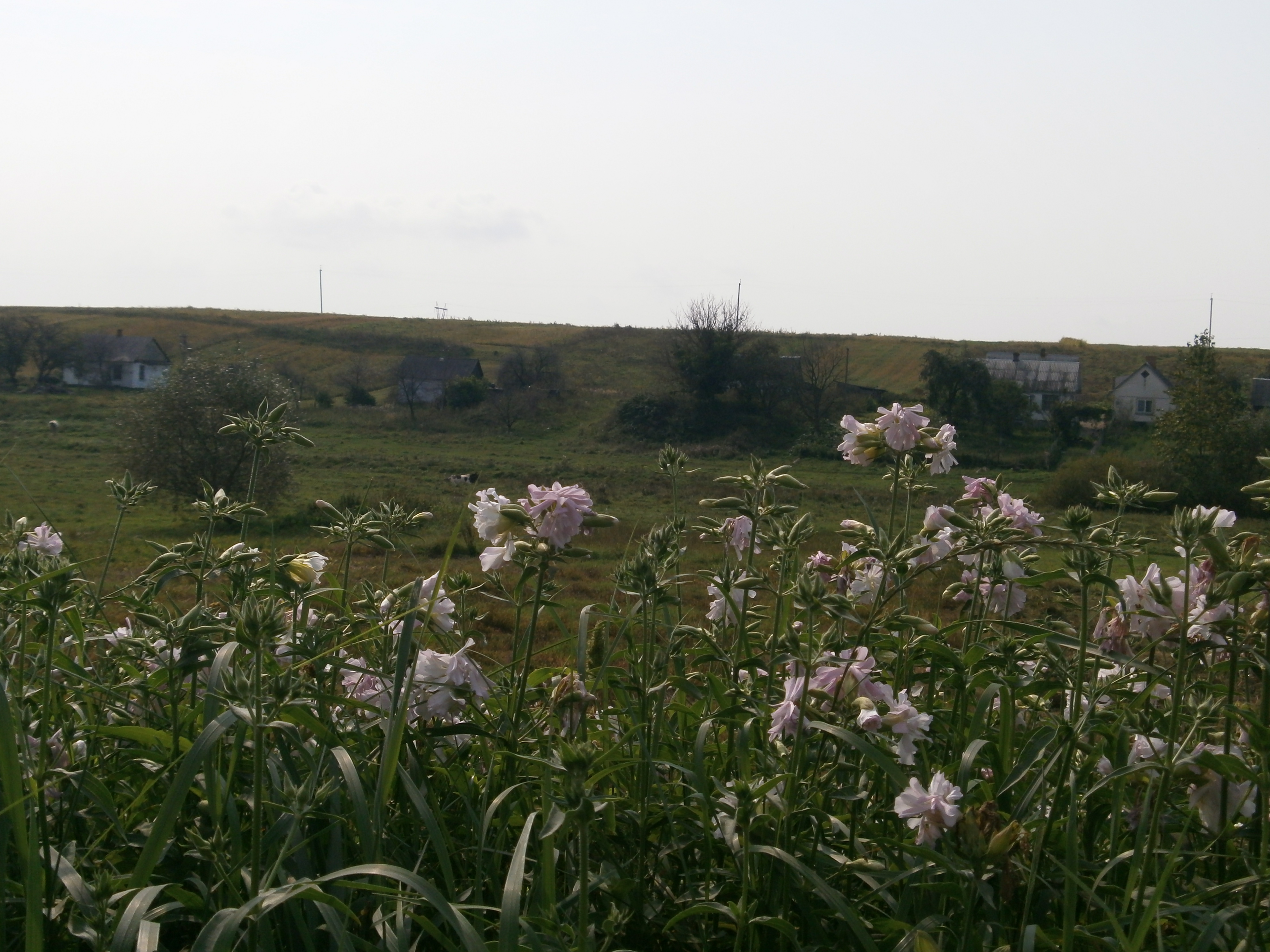
Краєвиди нашого села
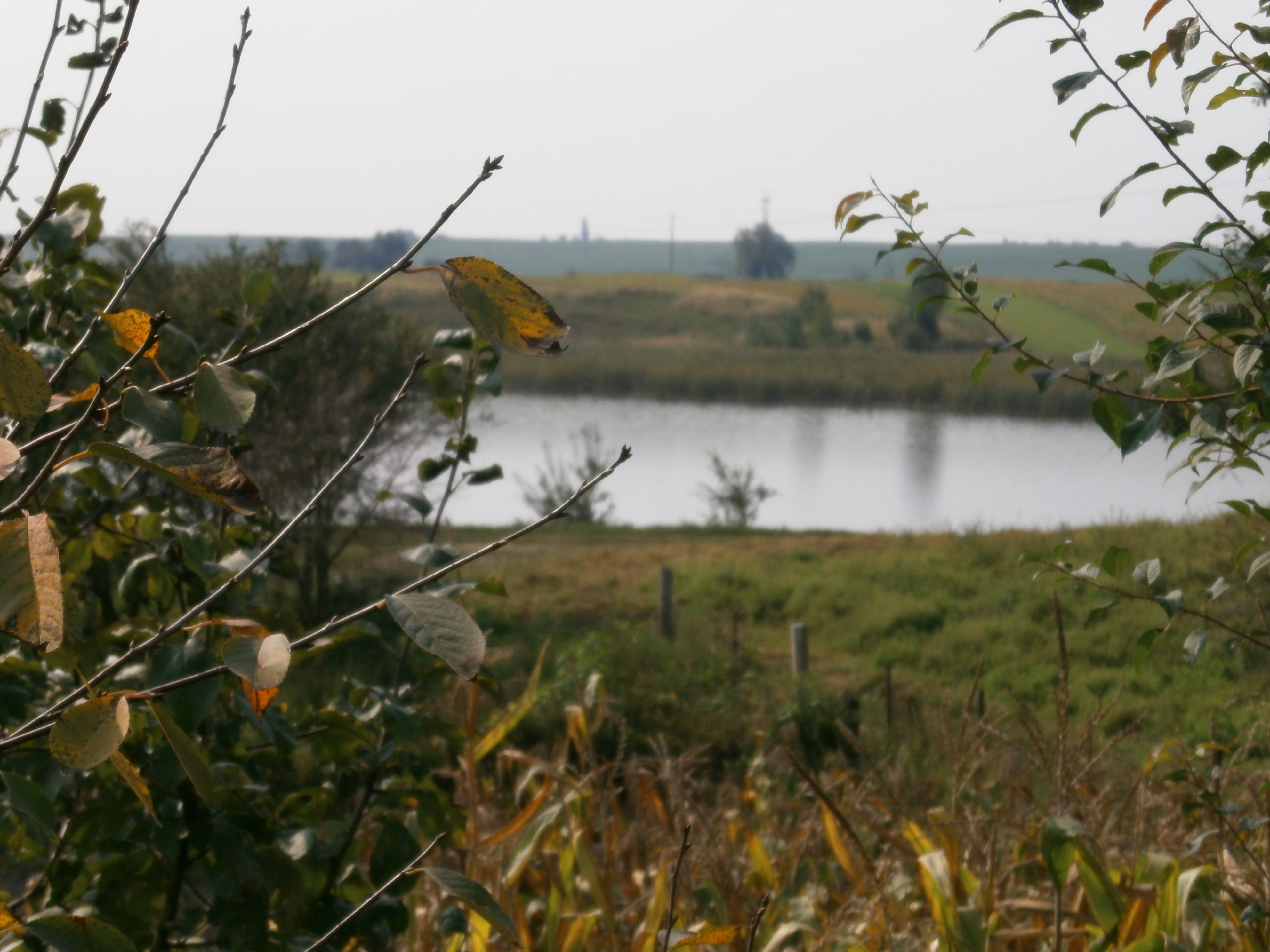
Ставок
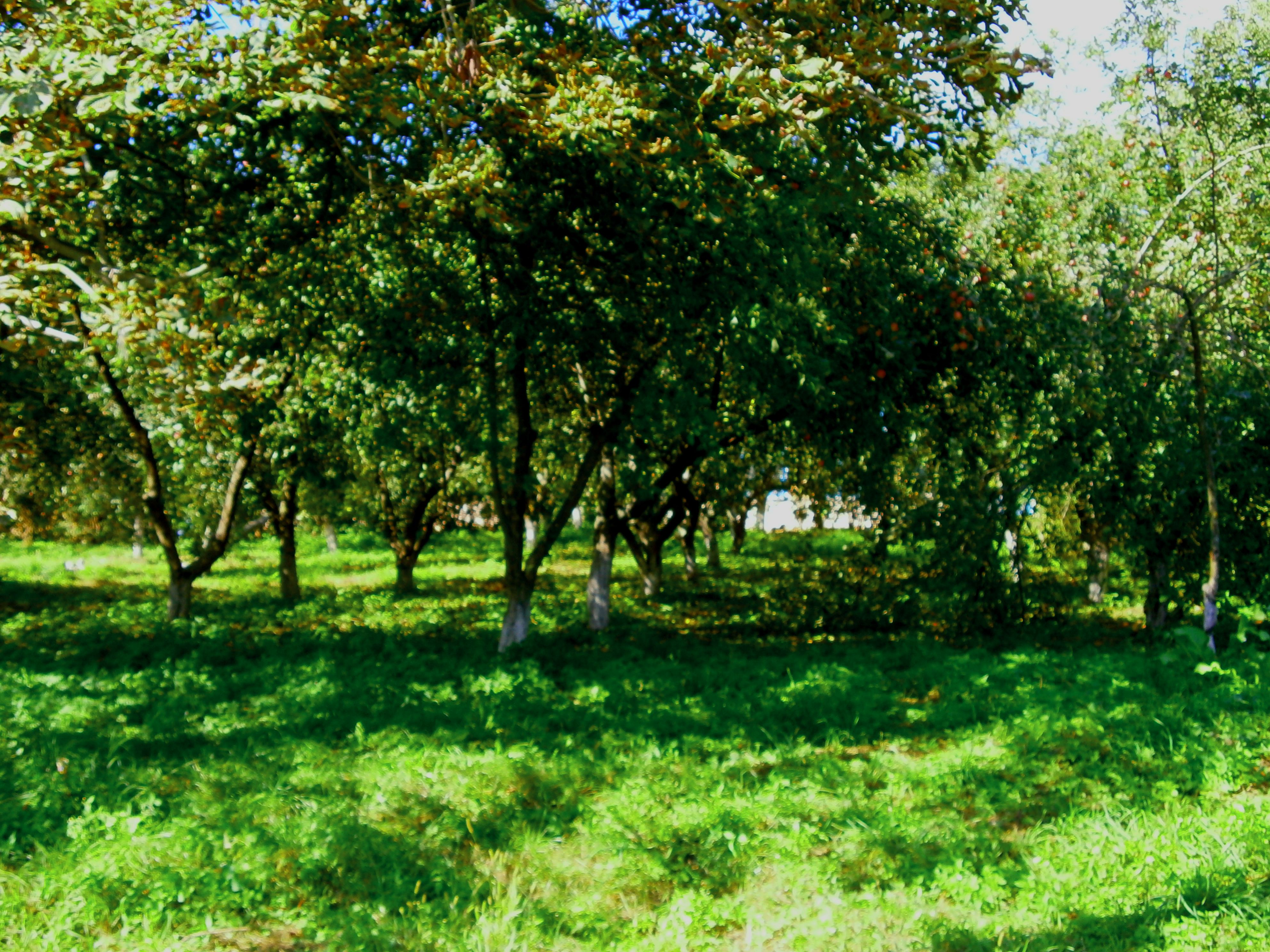
Садок біля Будинку культури